# The Living Dead
The Living Dead osamnaesti je studijski album njemačkog heavy metal-sastava Grave Digger. Diskografska kuća Napalm Records objavila ga je 14. rujna 2018.

## Popis pjesama
Tekstovi: Chris Boltendahl, glazba: Boltendahl, Axel Ritt.
| 1.    | »Fear of the Living Dead« | 5:31 |
| 2.    | »Blade of the Immortal«   | 4:07 |
| 3.    | »When Death Passes By«    | 3:52 |
| 4.    | »Shadow of the Warrior«   | 4:33 |
| 5.    | »The Power of Metal«      | 3:52 |
| 6.    | »Hymn of the Damned«      | 5:30 |
| 7.    | »What War Left Behind«    | 3:30 |
| 8.    | »Fist in Your Face«       | 3:24 |
| 9.    | »Insane Pain«             | 3:05 |
| 10.   | »Zombie Dance«            | 3:46 |
| 41:10 |                           |      |

## Zasluge
Grave Digger
- Chris Boltendahl – vokal, produkcija, koncept naslovnice
- Stefan Arnold – bubnjevi
- Jens Becker – bas-gitara
- Axel Ritt – gitara, produkcija, snimanje (gitare)
- Marcus Kniep – klavijature

Dodatni glazbenici
- Andreas von Lipinski – prateći vokali
- Hacky Hackmann – prateći vokali
- Ross Thompson – prateći vokali

Ostalo osoblje
- Gyula Havencsák – grafički dizajn, naslovnica
- Jens Howorka – fotografije
- Jörg Umbreit – produkcija, inženjer zvuka, mastering, miks
- HL – mastering (LP)